# 大中山車站
大中山車站（日语：／ Ōnakayama eki */?）是北海道旅客鐵道（JR北海道）函館本線沿線的鐵路車站，位於龜田郡七飯町大中山1丁目2番地。

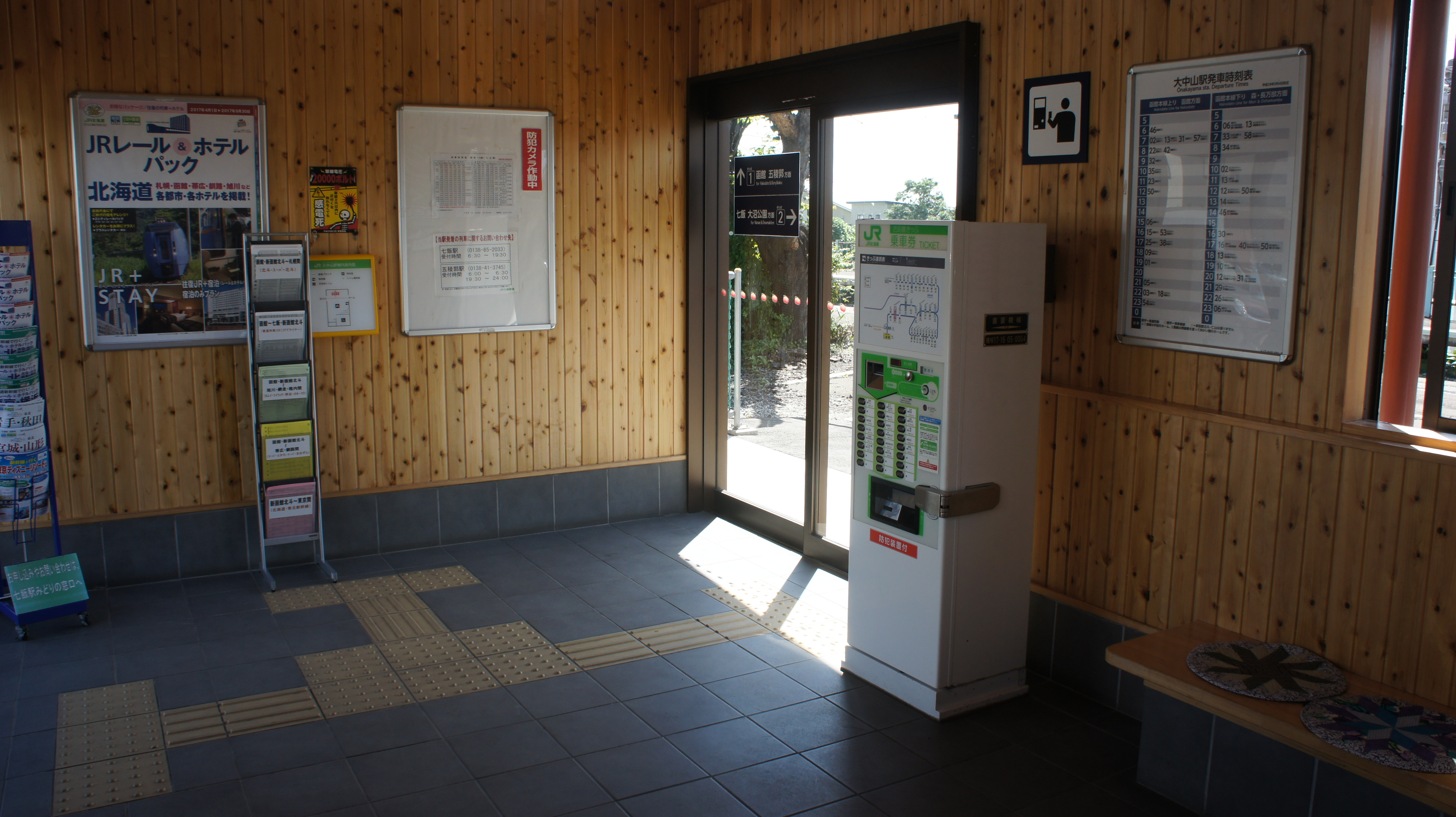
車站內部(2017年8月)

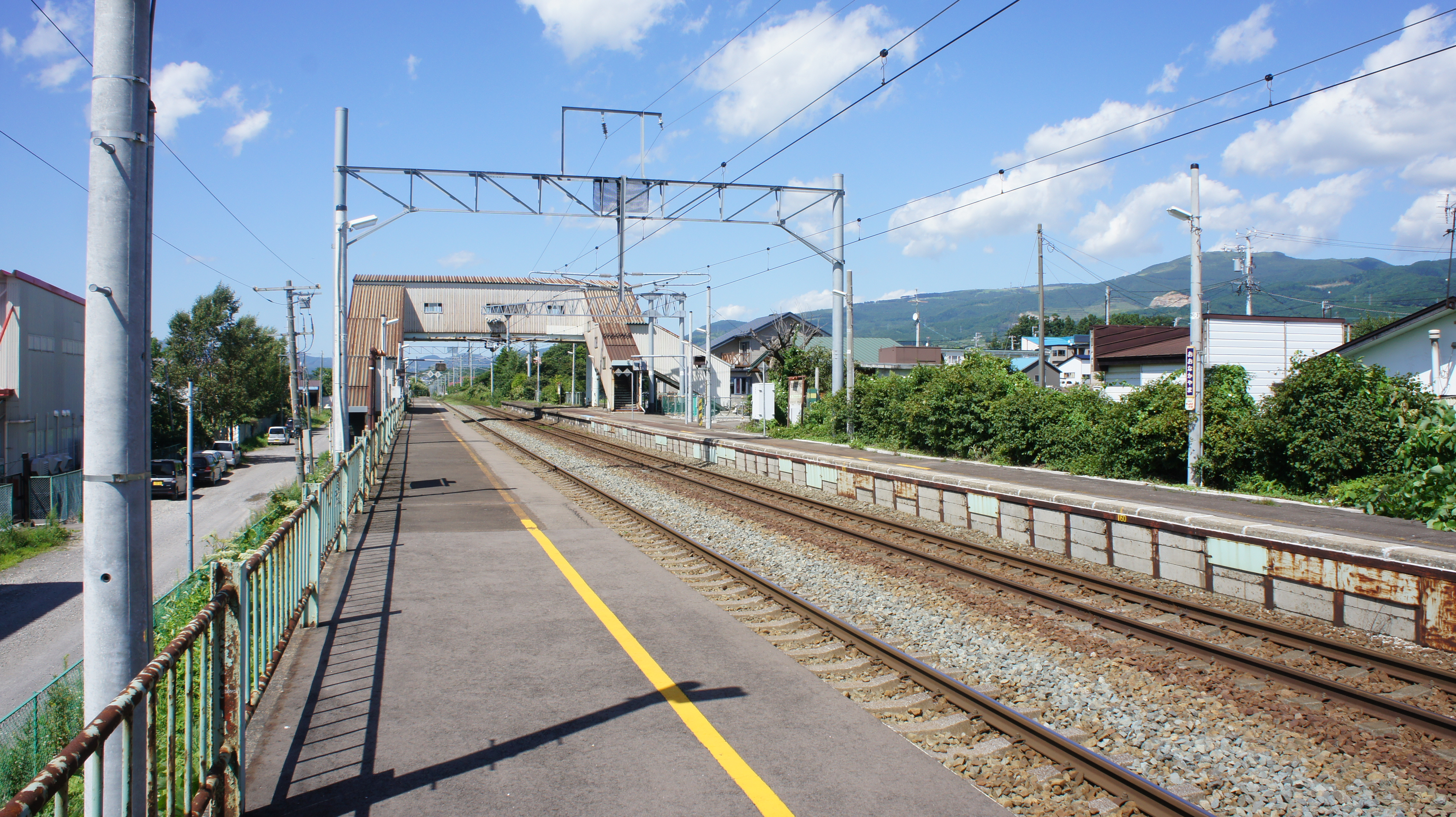
月台(2017年8月)

## 車站構造
車站皆位於地面上，配置有側式月台兩座，鐵路路線兩條，月台之間設有跨線人行天橋。本站設有一木造平房型式的站屋，為無人車站。站內設置有簡易的自動售票機，由七飯車站管理。

### 月台配置
| 月台 | 路線      | 方向 | 目的地           |
| ---- | --------- | ---- | ---------------- |
| 1    | ■函館本線 | 上行 | 函館方向         |
| 2    | ■函館本線 | 下行 | 七飯、長萬部方向 |

## 歷史
- 1946年12月1日：以臨時停車場（仮乗降場）形式開始營運。
- 1950年1月15日：升格成客運車站。
- 1984年2月1日：行李托運服務停止。
- 1984年11月1日：降為無人車站。

大中山車站雖然在1984年時降級為無人車站，但為了因應日本國鐵末期人員編制過剩的情況，因此在大中山車站臨時設有站務員負責車票的販賣。由於當時的管理車站為鄰近的七飯車站，因此車票上是記載著的字樣，並在1986年11月1日改為簡易委託車站營運。與大中山類似的簡易委託車站還有仁山信號站（今日的仁山車站，車票上是記載），鹿部車站（B大沼）與渡島砂原車站（B森）。
- 1987年4月1日：國鐵分割民營化，車站經營權由JR北海道承接。
- 1992年4月1日：簡易委託終止，完全無人化。
- 2007年10月1日：JR北海道導入車站編號[1]。
- 2013年：

- 10月2日：舊站房解體，改建工程開始。
- 12月12日：新站房啟用。

- 2016年3月26日：隨北海道新幹線新青森站 -  新函館北斗站通車，包含本站在內的函館本線五稜郭站 -  新函館北斗站之間電氣化（交流電20,000V・50Hz）。
- 2024年3月16日：開始可以使用IC卡「Kitaca」[3][4][5]。

## 相鄰車站
北海道旅客鐵道（JR北海道）
■函館本線
快速「函館Liner」
通過
普通（包括普通「函館Liner」）
桔梗（H73）－大中山（H72）－七飯（H71）

## 外部連結
- JR北海道大中山站

41°51′53″N 140°42′49″E / 41.86472°N 140.71361°E